# Engerdal
Engerdal là một đô thị hạt Hedmark, Na Uy. Nó là một phần của khu vực truyền thống Østerdalen. Trung tâm hành chính của đô thị này là làng Engerdal. Đô thị mới Engerdal được thành lập ngày 1 tháng 1 năm 1911 từ các bộ phận của các đô thị của Tolga, Trysil, Ytre Rendal và Øvre Rendal. Yếu tố đầu tiên trong tên gọi là tên sông Engera và các yếu tố cuối cùng là dal, chữ của "thung lũng" hoặc "dale". Tên sông có nguồn gốc từ tên của Engeren hồ, và điều này có lẽ bắt nguồn từ ongr Old từ Bắc Âu có nghĩa là "hẹp". Đô thị này nằm ở phần phía đông bắc của hạt Hedmark. Nó giáp với Thụy Điển ở phía bắc và phía đông, giáp đô thị Trysil về phía nam, Rendalen về phía tây, và O và Tolga phía tây bắc.